# ويندي ميلر (ناشطة سياسية)
ويندي ميلر (بالإنجليزية: Wendy Millar)‏ هي ناشطة سياسية بريطانية، ولدت في 1944 في بلفاست في المملكة المتحدة.